# The November Man
The November Man är en amerikansk thriller från 2014, baserad på en novell av Bill Granger.
Peter Deveroux (Pierce Brosnan) kallades November Man när han arbetade för CIA: när han kom överlevde inget. När Alice, en kvinna som sitter på viktiga hemligheter, är i fara återvänder han från sin pensionering. Men snart inser han att CIA själva är involverade – och att David, den man han en gång lärde upp, nu är hans motståndare.

## Rollista
- Pierce Brosnan – Peter H. Devereaux (November Man)
- Luke Bracey – David Mason
- Olga Kurylenko – Alice Fournier/Mira Filipova
- Eliza Taylor – Sarah
- Caterina Scorsone – Celia
- Bill Smitrovich – John Hanley
- Will Patton – Perry Weinstein
- Amila Terzimehić – Alexa
- Lazar Ristovski – Arkady Fedorov
- Mediha Musliović – Natalia Ulanova
- Akie Kotabe – Meyers
- Patrick Kennedy – Edgar Simpson
- Dragan Marinković – Semion Denisov
- Ben Willens – Agent Jones